# Taeke Taekema
Taeke Taekema, född den 14 januari 1980 i Leiderdorp, Nederländerna, är en nederländsk landhockeyspelare.
Han tog OS-silver i herrarnas landhockeyturnering i samband med de olympiska landhockeytävlingarna 2004 i Aten.